# Fájlrendszer-töredezettség
A számítástechnikában a fájlrendszer-töredezettség (file system fragmentation), vagy más néven fájlrendszer-öregedés azt jelenti, hogy egy fájlhoz tartozó adatok nem 
folytonosan (szekvenciálisan), hanem több, egymástól elkülönülő részletben (fragmentekben) vannak tárolva az adathordozón. Ez az adattöredezettség egy speciális esete. A fájlrendszer-töredezettség 
megnöveli a merevlemez-fej mozgásainak számát, ami csökkentheti az elérési és átviteli sebességet. A meglevő töredezettséget úgy lehet megszüntetni, hogy újraszervezzük a 
fájlrendszert úgy, hogy a fájlok összefüggő tartományokban kerüljenek tárolásra, ezt hívjuk töredezettségmentesítésnek. A töredezettség egyik kísérő jelensége a szabad terület
töredezettsége, ami azt okozza, hogy az újonnan létrehozott fájlok már eleve töredezetten kerülnek tárolásra. A töredezettségmentesítés speciális esete az, amikor a szabad helyet 
is töredezettségmentesítjük.

## Fordítás
Ez a szócikk részben vagy egészben a File system fragmentation című angol Wikipédia-szócikk fordításán alapul.  Az eredeti cikk szerkesztőit annak laptörténete sorolja fel. Ez a jelzés csupán a megfogalmazás eredetét és a szerzői jogokat jelzi, nem szolgál a cikkben szereplő információk forrásmegjelöléseként.